# Halowe Mistrzostwa Świata w Lekkoatletyce 1989
II Halowe Mistrzostwa Świata w Lekkoatletyce rozegrane zostały w dniach 3-5 marca 1989 w Budapeszcie w hali Budapest Sportscarnok.

## Wyniki

### Mężczyźni

#### Konkurencje biegowe
| konkurencja                           | złoto                             | złoto       | srebro                          | srebro   | brąz                              | brąz     |
| ------------------------------------- | --------------------------------- | ----------- | ------------------------------- | -------- | --------------------------------- | -------- |
| Bieg na 60 m (szczegóły)              | Andrés Simón · Kuba               | 6,52        | John Myles-Mills · Ghana        | 6,59     | Pierfrancesco Pavoni · Włochy     | 6,61     |
| Bieg na 200 m (szczegóły)             | John Regis · Wielka Brytania      | 20,54 CR    | Ade Mafe · Wielka Brytania      | 20,87    | Kevin Little · Stany Zjednoczone  | 21,12    |
| Bieg na 400 m (szczegóły)             | Antonio McKay · Stany Zjednoczone | 45,59 CR    | Ian Morris · Trynidad i Tobago  | 46,09    | Cayetano Cornet · Hiszpania       | 46,40    |
| Bieg na 800 m (szczegóły)             | Paul Ereng · Kenia                | 1:44,84 WR  | José Luíz Barbosa · Brazylia    | 1:45,55  | Tonino Viali · Włochy             | 1:46,95  |
| Bieg na 1500 m (szczegóły)            | Marcus O’Sullivan · Irlandia      | 3:36,64 CR  | Hauke Fuhlbrügge · NRD          | 3:37,80  | Jeff Atkinson · Stany Zjednoczone | 3:38,12  |
| Bieg na 3000 m (szczegóły)            | Saïd Aouita · Maroko              | 7:47,94 CR  | José Luis González · Hiszpania  | 7:48,66  | Dieter Baumann · RFN              | 7:50,47  |
| Bieg na 60 m przez płotki (szczegóły) | Roger Kingdom · Stany Zjednoczone | 7,43 CR     | Colin Jackson · Wielka Brytania | 7,45     | Igors Kazanovs · ZSRR             | 7,59     |
| Chód na 5000 m (szczegóły)            | Michaił Szczennikow · ZSRR        | 18:27,10 CR | Roman Mrázek · Czechosłowacja   | 18:28,90 | Franc Kostiukiewicz · ZSRR        | 18:34,07 |

#### konkurencje techniczne
| konkurencja                | złoto                             | złoto    | srebro                           | srebro | brąz                            | brąz  |
| -------------------------- | --------------------------------- | -------- | -------------------------------- | ------ | ------------------------------- | ----- |
| Skok wzwyż (szczegóły)     | Javier Sotomayor · Kuba           | 2,40 CR  | Dietmar Mögenburg · RFN          | 2,35   | Patrik Sjöberg · Szwecja        | 2,35  |
| Skok o tyczce (szczegóły)  | Rodion Gataullin · ZSRR           | 5,85     | Grigorij Jegorow · ZSRR          | 5,80   | Joe Dial · Stany Zjednoczone    | 5,70  |
| Skok w dal (szczegóły)     | Larry Myricks · Stany Zjednoczone | 8,37 CR  | Dietmar Haaf · RFN               | 8,17   | Mike Conley · Stany Zjednoczone | 8,11  |
| Trójskok (szczegóły)       | Mike Conley · Stany Zjednoczone   | 17,65 CR | Jorge Reyna · Kuba               | 17,41  | Juan Miguel López · Kuba        | 17,28 |
| Pchnięcie kulą (szczegóły) | Ulf Timmermann · NRD              | 21,75    | Randy Barnes · Stany Zjednoczone | 21,28  | Georg Andersen · Norwegia       | 20,98 |

### Kobiety

#### konkurencje biegowe
| konkurencja                           | złoto                          | złoto       | srebro                            | srebro   | brąz                        | brąz     |
| ------------------------------------- | ------------------------------ | ----------- | --------------------------------- | -------- | --------------------------- | -------- |
| Bieg na 60 m (szczegóły)              | Nelli Fiere-Cooman · Holandia  | 7,05 CR     | Gwen Torrence · Stany Zjednoczone | 7,07     | Merlene Ottey · Jamajka     | 7,10     |
| Bieg na 200 m (szczegóły)             | Merlene Ottey · Jamajka        | 22,34       | Grace Jackson · Jamajka           | 22,95    | Natalja Kowtun · ZSRR       | 23,28    |
| Bieg na 400 m (szczegóły)             | Helga Arendt · RFN             | 51,52 CR    | Diane Dixon · Stany Zjednoczone   | 51,77    | Jillian Richardson · Kanada | 52,02    |
| Bieg na 800 m (szczegóły)             | Christine Wachtel · NRD        | 1:59,24 CR  | Tatjana Griebienczuk · ZSRR       | 1:59,53  | Ellen Kießling · NRD        | 1:59,68  |
| Bieg na 1500 m (szczegóły)            | Doina Melinte · Rumunia        | 4:04,79 CR  | Swietłana Kitowa · ZSRR           | 4:05,71  | Yvonne Mai · NRD            | 4:06,09  |
| Bieg na 3000 m (szczegóły)            | Elly van Hulst · Holandia      | 8:33,82 WR  | Liz McColgan · Wielka Brytania    | 8:34,80  | Margareta Keszeg · Rumunia  | 8:48,70  |
| Bieg na 60 m przez płotki (szczegóły) | Jelizawieta Czernyszowa · ZSRR | 7,82=CR     | Ludmiła Narożylenko · ZSRR        | 7,83     | Cornelia Oschkenat · NRD    | 7,86     |
| Chód na 3000 m (szczegóły)            | Kerry Saxby · Australia        | 12:01,65 CR | Beate Anders · NRD                | 12:07,73 | Ileana Salvador · Włochy    | 12:11,33 |

#### konkurencje techniczne
| konkurencja                | złoto                         | złoto | srebro                 | srebro | brąz                  | brąz  |
| -------------------------- | ----------------------------- | ----- | ---------------------- | ------ | --------------------- | ----- |
| Skok wzwyż (szczegóły)     | Stefka Kostadinowa · Bułgaria | 2,02  | Tamara Bykowa · ZSRR   | 2,02   | Heike Radetzky · RFN  | 1,94  |
| Skok w dal (szczegóły)     | Galina Czistiakowa · ZSRR     | 6,98  | Marieta Ilcu · Rumunia | 6,86   | Łarysa Bereżna · ZSRR | 6,82  |
| Pchnięcie kulą (szczegóły) | Claudia Losch · RFN           | 20,45 | Huang Zhihong · Chiny  | 20,25  | Christa Wiese · NRD   | 19,75 |

## Klasyfikacja medalowa
| Klasyfikacja medalowa |                   |       |        |      |       |
| Lp.                   | Państwo           | Złoto | Srebro | Brąz | Razem |
| 1                     | ZSRR              | 4     | 5      | 4    | 13    |
| 2                     | Stany Zjednoczone | 4     | 3      | 4    | 11    |
| 3                     | NRD               | 2     | 2      | 4    | 8     |
| 4                     | RFN               | 2     | 2      | 2    | 6     |
| 5                     | Kuba              | 2     | 1      | 1    | 4     |
| 6                     | Holandia          | 2     | 0      | 0    | 2     |
| 7                     | Wielka Brytania   | 1     | 3      | 0    | 4     |
| 8                     | Jamajka           | 1     | 1      | 1    | 3     |
| 8                     | Rumunia           | 1     | 1      | 1    | 3     |
| 10                    | Australia         | 1     | 0      | 0    | 1     |
| 10                    | Bułgaria          | 1     | 0      | 0    | 1     |
| 10                    | Irlandia          | 1     | 0      | 0    | 1     |
| 10                    | Kenia             | 1     | 0      | 0    | 1     |
| 10                    | Maroko            | 1     | 0      | 0    | 1     |
| 15                    | Hiszpania         | 0     | 1      | 1    | 2     |
| 16                    | Brazylia          | 0     | 1      | 0    | 1     |
| 16                    | Chiny             | 0     | 1      | 0    | 1     |
| 16                    | Czechosłowacja    | 0     | 1      | 0    | 1     |
| 16                    | Ghana             | 0     | 1      | 0    | 1     |
| 16                    | Trynidad i Tobago | 0     | 1      | 0    | 1     |
| 21                    | Włochy            | 0     | 0      | 3    | 3     |
| 22                    | Kanada            | 0     | 0      | 1    | 1     |
| 22                    | Norwegia          | 0     | 0      | 1    | 1     |
| 22                    | Szwecja           | 0     | 0      | 1    | 1     |

## Występy Polaków

### Kobiety
- bieg na 1500 m
  - Małgorzata Rydz zajęła 8. miejsce
- skok w dal
  - Agata Karczmarek zajęła 6. miejsce

### Mężczyźni
- bieg na 200 m
  - Andrzej Popa odpadł w półfinale
- bieg na 400 m
  - Tomasz Jędrusik odpadł w eliminacjach
- bieg na 60 m przez płotki
  - Tomasz Nagórka odpadł w półfinale
  - Rafał Cieśla odpadł w eliminacjach
- trójskok
  - Andrzej Grabarczyk zajął 7. miejsce
- skok wzwyż
  - Krzysztof Krawczyk zajął 6. miejsce
- skok o tyczce
  - Mirosław Chmara zajął 4. miejsce